# Raúl Paredes
Pour les articles homonymes, voir Paredes.
Raúl Paredes est un général et homme politique vénézuélien, né le 9 février 1964. Il est l'actuel ministre vénézuélien des Travaux publics depuis  le 12 août 2019.

## Carrière militaire
Général de division de la Garde nationale bolivarienne, il était responsable de la Zona Operativa de Defensa Integral ou ZODI de l'État de Monagas.

## Carrière politique
En décembre 2017, il est nommé président de la fondation Gran Misión Barrio Nuevo Barrio Tricolor, dépendant du ministère de l'Habitat et du Logement.
Il est nommé ministre vénézuélien des Travaux publics par le président Nicolas Maduro selon le décret no 3946 publié au Journal officiel no 41692 le 12 août 2019, en remplacement de Marleny Contreras.